# 但丁协会

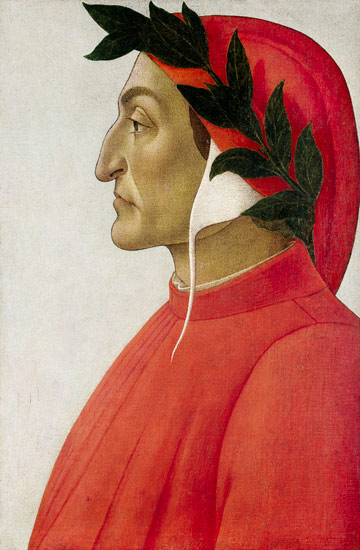
但丁·阿利吉耶里

但丁协会（義大利語：Società Dante Alighieri）成立于1889年7月，是意大利在全世界传播推广意大利语言和文化的非营利组织，以意大利文学巨匠但丁·阿利吉耶里的名字命名。但丁协会现有近550个分会，其中450个分布于全球60余个国家。